# Cvrčilka říční
Cvrčilka říční (Locustella fluviatilis) je malým monotypickým druhem pěvce z čeledi cvrčilkovitých (Locustellidae).

## Popis
- Délka těla: 13,5–14,5 cm
- Rozpětí křídel:19–22 cm
- Hmotnost: 16–18 g

Je zbarvená velmi nenápadně. Shora tmavě šedohnědá zespodu špinavě bílá s olivově hnědými boky. Horní část hrudi je rozpitě šedě skvrnitá, přes oko se táhne slabý špinavě bílý pruh. Spodní strana ocasu je tmavá s bílými trojúhelníkovými okraji per, končetiny růžové. Obě pohlaví jsou zbarvena stejně.

## Hlas
Samci zpívají vysoko ve větvích stromů nejčastěji brzy ráno nebo při soumraku. Zpěv je jednoduchý, tvořený nepřetržitým „dzedzedzedze…“ připomínajícím zvuk šicího stroje.

## Rozšíření
Hnízdí ve východní polovině Evropy, odkud zasahuje i do západní Asie. Je tažná se zimovišti ve východní Africe.

## Výskyt
Žije skrytě ve vlhkých lesích kolem řek a na okrajích bažin s hustým podrostem.
V České republice hnízdí na celém území po nadmořskou výšku asi 800 m n. m., celková početnost je odhadována na 10–20 tisíc párů.

## Potrava
Je převážně hmyzožravá, ale požírá také jiné bezobratlé, včetně pavouků. Po potravě pátrá na zemi nebo v husté nízké vegetaci.

## Hnízdění

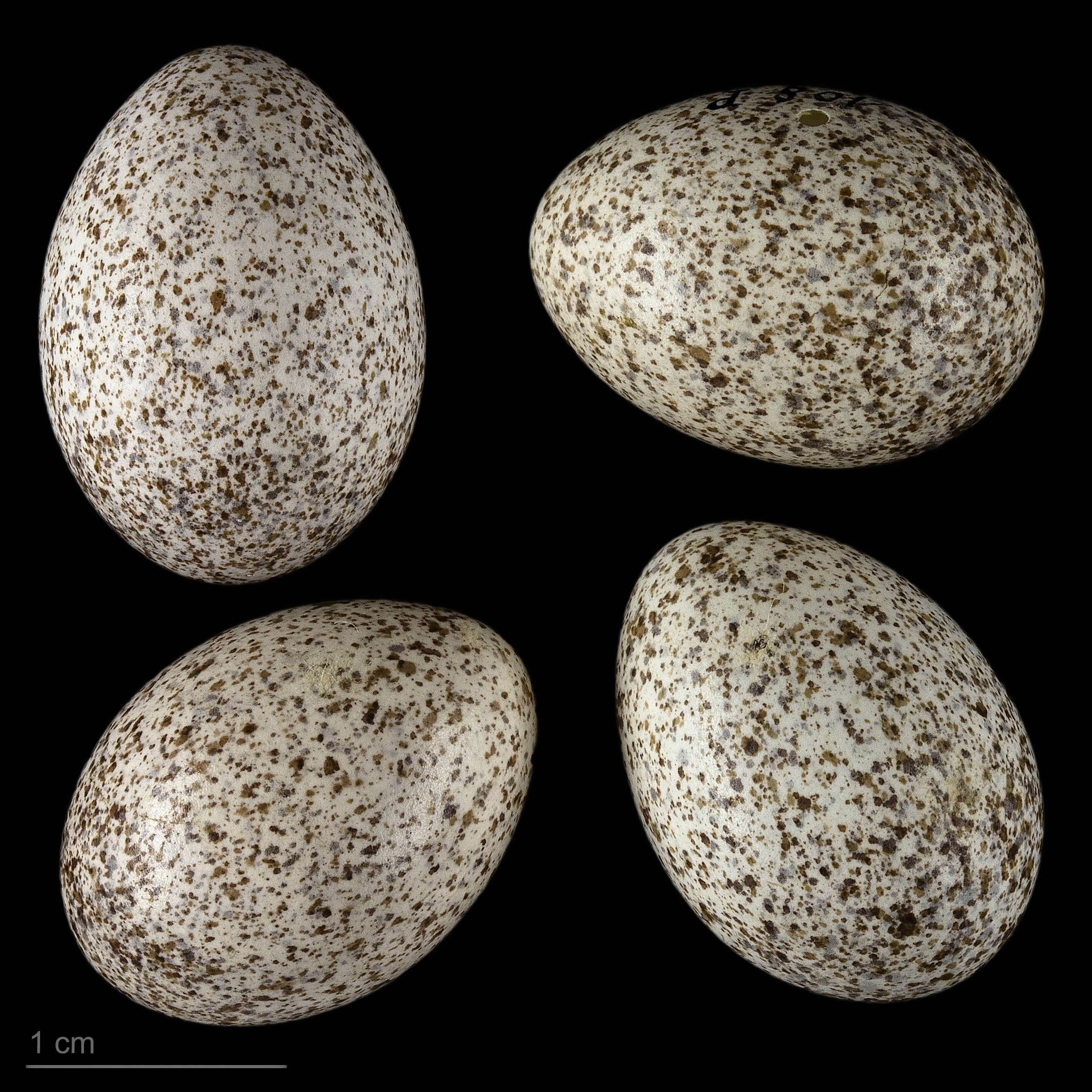
Locustella fluviatilis

Monogamní druh hnízdící 1× ročně od května do července. Miskovité hnízdo postavené hlavně z trávy je dobře skryté na zemi nebo v trsu travin. V jedné snůšce je 4–5 světlých, drobně hnědě skvrnitých vajec o velikosti 19,3 × 15,0 mm. Inkubační doba trvá 11–13 dnů, na vejcích sedí pouze samice. Mláďata, o která pečují oba ptáci, opouští hnízdo zhruba po stejné době, ale rodiči jsou ještě dokrmována po dobu asi 2 týdnů.